# Smolnice (Chodov)
Smolnice (německy Pechgrün) je zaniklá vesnice, část města Chodov v okrese Sokolov. Nacházela se v nadmořské výšce okolo 460 m v údolí Černého potoka asi 3 km severně od Chodova. Není zde evidována žádná adresa, v roce 1980 zde již nikdo nežil. V roce 1925 se stala částí obce Smolnice dříve samostatná obec Nové Chalupy, o níž je první písemná zmínka z roku 1356.

## Název
Odborník na toponomastiku Antonín Profous spojuje německé jméno vesnice Pechgrün se sběrem a zpracováním smůly. Německé „Pech“ = česky „smůla“ se používala jako surovina pro např. bednáře či ševce. Pálením borovicových polen se získávala kolomaz pro jircháře. České pojmenování Smolnice tedy respektuje smysl původního německého názvu. V loketském šlikovském urbáři z roku 1525 se objevují podoby jména vesnice jako Bechgruen, Bechgrun, Pechgrun a Bechegrun. Nakonec se ustálil název Pechgrün a používal se až do roku 1948, kdy byla obec přejmenována na Smolnici.

## Historie
Vznik vesnice se dává do souvislosti s kolonizací regionu německým obyvatelstvem v průběhu 13. století. V okolí Chodova, kde se nacházela Smolnice, prováděl klášter ve Waldsassenu systematické osídlování kraje při úpatí Krušných hor. První písemná zmínka o vesnici pochází z roku 1356, kdy klášter ve Waldsassenu prodal do té doby jednotné chodovské panství. To si rozdělilo několik nových majitelů. Podle církevních dokumentů se v tomto roce objevuje jistý Heinrich von Pechgrün. V roce 1525 byl pánem Horního Chodova man loketského hradu Mattheus Unruhr. Na počátku třicetileté války se stala Smolnice součástí panství pánů z Plankenheimu. V berní rule z roku 1654 je již uváděn jako majitel panství Markus Maxmilianus von Plankenheim.
Za vlády pánů z Plankenheimu došlo k prudkému rozvoji Smolnice i Nových Chalup. Po smrti Franzce von Plankenkeima vymřel rod po meči a chodovské panství koupilo město Loket. Od roku 1875 sídlila ve Smolnici škola, která sloužila až do 60. let 20. století. V období první republiky byly ve Smolnici tři hostince, jeden v Nových Chalupách. Po druhé světové válce došlo k nuceném vysídlení německého obyvatelstva. Množství německých antifašistů a potřeba nepostradatelných profesí bylo důvodem, proč nebyla odsunuta asi třetina německých obyvatel Smolnice.
Až do roku 1960 byla Smolnice samostatnou obcí, která však v letech 1949–1960 spadala do okresu Karlovy Vary. V roce 1960 ztratila statut obce a stala se součástí obce Stará Chodovská, v roce 1964 byla připojena k Chodovu. Poté byl zahájen výkup smolnických domů a ves se začala vylidňovat. Ve školním roce 1965/1966 chodilo do smolnické školy jen osm žáků a škola byla zrušena. Při sčítání obyvatel a domů v roce 1970 stál ve Smolnici jediný dům se čtyřmi obyvateli. Území se stalo výsypným prostorem skrývky dolu Jiří. V místech zaniklé Smolnice se rozkládá rozlehlá Smolnická výsypka. Tisíce kubických metrů nadložních jílů z dolu Jiří překryly území Smolnice více než sto metrů vysokou vrstvou skrývkových jílů. Zanikly i rybníky, které po staletí patřily k vesnici.

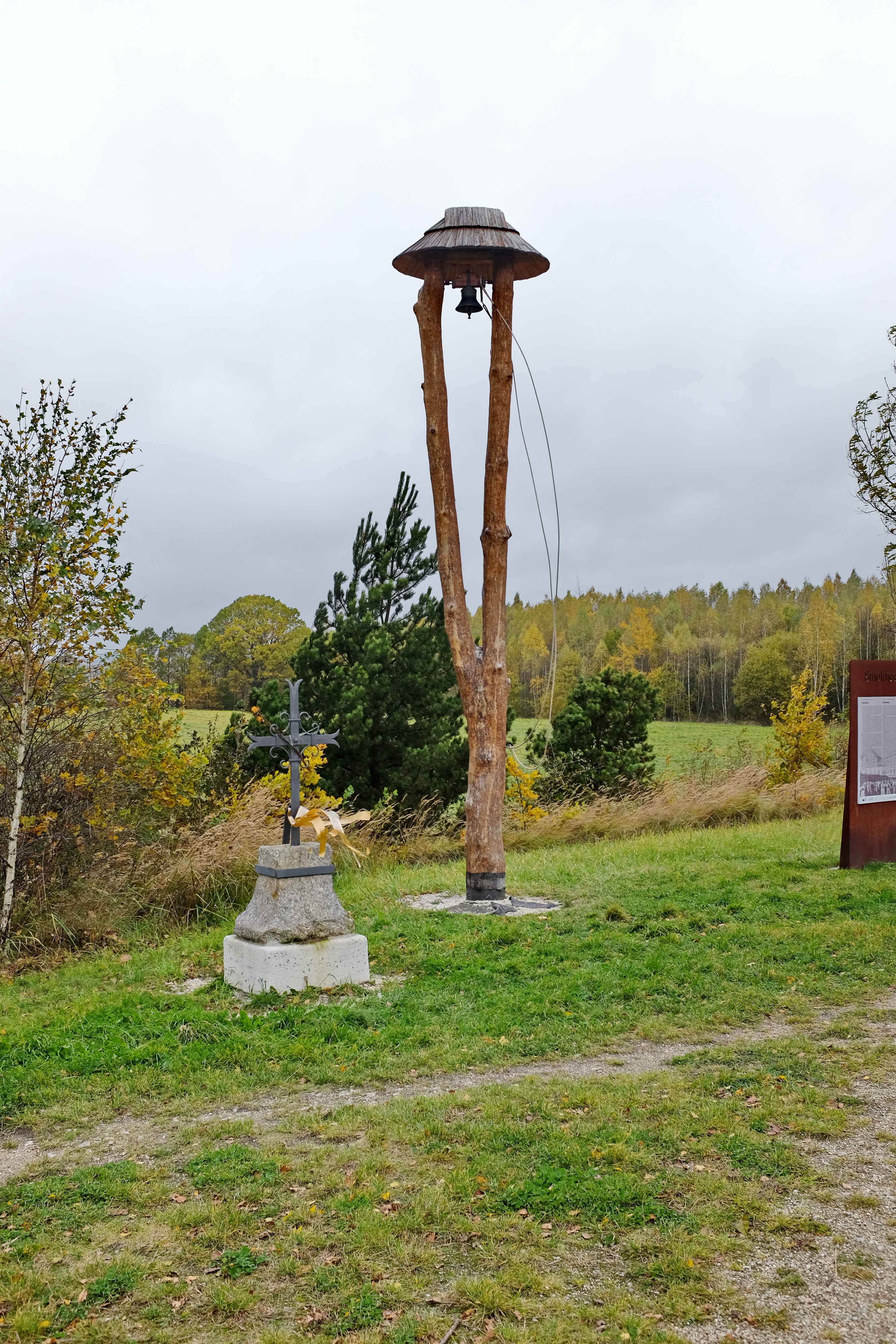
Nová zvonice

Zachovala se alej dubů podél staré cesty ze Smolnice do Chodova. Po staré cestě chodili obyvatelé Smolnice do Chodova, mimo jiné i na mše do kostela svatého Vavřince.

## Přírodní poměry
Území Smolnice se nacházelo na rozhraní Krušný hor a Sokolovské pánve, větší částí v Sokolovské pánvi. Smolnicí protékal Černý potok. Okolo se nacházelo patnáct rybníků, část z nich chovných.

## Obyvatelstvo
Obyvatelé nacházeli obživu v zemědělství, pastevectví a chovu ryb. Výrazný rozvoj v polovině 19. století znamenala těžba uhlí a kaolínu. Do provozu byl uveden minerální závod, v Chodově začala pracovat porcelánka, kde nacházeli obživu i obyvatelé Smolnice.
Při sčítání lidu v roce 1921 zde žilo 552 obyvatel, z nichž bylo 550 Němců a dva cizinci. K římskokatolické církvi se hlásilo 507 obyvatel, k evangelické 45 obyvatel.
| Rok            | 1869 | 1880 | 1890 | 1900 | 1910 | 1921 | 1930 | 1950 | 1961 | 1970 | 1980 |
| -------------- | ---- | ---- | ---- | ---- | ---- | ---- | ---- | ---- | ---- | ---- | ---- |
| Počet obyvatel | 298  | 361  | 428  | 514  | 548  | 552  | 654  | 291  | 397  | 4    | –    |
| Počet domů     | 50   | 63   | 67   | 74   | 74   | 76   | 99   | 106  | 90   | 1    | –    |

| Rok            | 1869 | 1880 | 1890 | 1900 | 1910 | 1921 | 1930 | 1950 | 1961 | 1970 | 1980 |
| -------------- | ---- | ---- | ---- | ---- | ---- | ---- | ---- | ---- | ---- | ---- | ---- |
| Počet obyvatel | 79   | 82   | 79   | 83   | 83   | 82   | 95   | 39   | –    | –    | –    |
| Počet domů     | 14   | 15   | 16   | 15   | 15   | 16   | 18   | 14   | –    | –    | –    |

## Pamětihodnosti
Ve vesnici stála barokní kaplička s nápadnou sanktusovou věžičkou. Původní zasvěcení není známé, v nice nad vchodem lze z fotografií identifikovat sošku Pannu Marii s Ježíškem.
V roce 2017 byl nalezen původní zvon ze smolnické kapličky, odlitý v roce 1827 v Chebu, který v kapličce visel až do roku 1968. Nalezený zvon byl zavěšen do nově zřízené zvoničky u přírodního rekreačního koupaliště Bílá Voda, aby si kolemjdoucí zazvoněním připomněl zaniklou vesnici. Po slavnostním znovuvysvěcení byl nahrazen kopií. Originál je uschovaný v síni tradic v Chodově.
Informace o zaniklé vesnici je možné si přečíst na několika panelech při staré cestě z Chodova do zaniklé Smolnice, dnešní ulice Poděbradova, která vede ke koupališti. Zde je možné se seznámit s historií zaniklé osady díky dvaceti informačním panelům, instalovaných na sloupech veřejného osvětlení.